# Дъмбенска планина
Дъмбенската планина, още Мали-мади, Малимади, Буче, Костолата или Орлово (на гръцки: Μπούτσι, Буци или на гръцки: Μάλι Μάδι, Мали Мади), е планински масив в западния дял на Егейска Македония, Гърция с най-голяма височина 1795 m. Планината е разположена в южната част на дем Преспа в Гърция, по границата с Албания. Крайните югозападни части на Дъмбенската планина попадат в Албания.

## Географска характеристика

### Местоположение
Планината е разположена в западната част на Леринско и в Северната на Костурско. На практика е южно продължение на Корбец (Трикларио), от която е отделена със Смърдешкия проход (1075 m) и долината на Брезница. От Вич (Верно) на изток я отделя Рулската река (Ливадопотамос), приток на Бистрица (Алиакмонас) или понякога смятана за Бистрица. В западната и югозападната ѝ част минава границата между Гърция и Албания.
Изкачването до върха може да стане от село Смърдеш (Кристалопиги, 1130 m) за около 3 часа, или от село Брезница (Ватохори, 900 m) също за около 3 часа.

### Геоложки строеж
Дъмбенската планина е изградена от седиментни карбонатни скали, главно бяло-сиви триаски и юрски варовици и в по-малка степен доломити. Присъстват също силикатни скали.
Варовиците са силно окарстени, с множество типични повърхностни и подземни форми.
В западните склонове на планината, на 1 km североизточно от Косинец, е разкрита желязно-никелова мина по открит способ на компанията „Ларко“. Тя експлоатира находище на лимонит с годишен добив 350 000 – 450 000 тона.

### Върхове[7][2][8][9][10]
| Име                       | Име                                     | Кота (m)      | Положение                   | Държава                  |
| ------------------------- | --------------------------------------- | ------------- | --------------------------- | ------------------------ |
| Буче, Бучйе               | Ανεμοδαρμένη, Μπούτσι, Πυραμίδα         | 1795 m        | Ю от Брезница               |                          |
| Свети Атанас              | Άγιος Αθανάσιος                         | 1183 m        | 1 km ЮИ от Косинец          |                          |
| Орлово                    | Αετορράχη и Όρλοβο                      | 1685 m        | 2 km СИ от Дъмбени          |                          |
| Орлово                    | Αετός и Όρλοβο                          | 1285 m        | 2 km ЗСЗ от Дъмбени         |                          |
| Чунгия                    | Ανάρραχη и Τσούγκια                     | 1400 m        | 2 km ССЗ от Дъмбени         |                          |
| Скърка                    | Ανώμαλη и Σκόρκα                        | 1506 m        | 4,5 km СЗ от Дъмбени        |                          |
| Бочила                    | Απαλό, Ποτσίλα Λουμάτο и Πότσιλα        | 1260 m        | 2 km ЗСЗ от Габреш          |                          |
| Осой Дъмбенски            | Βαλανιδιά, Οσόϊ и Ντέμπεν               | 1275 m        | 3 km ЮЗ от Габреш           |                          |
| Чървени гренди, Гренда    | Γκρέντα                                 | 1127 m        | 4 km СЗ от Косинец          | , гранична пирамида № 33 |
| Градища                   | Καστράκι, Γκραδίστα, Γκραντίστα         | 1122 m        | 3 km ЮИ от Дъмбени          |                          |
|                           | Κολοκοτρώνης                            | 1323 m        | 1 km СИ от Косинец          |                          |
| Корпес                    | Κορφές, Κορπές                          | 1224 m        | 1,5 km СЗ от Габреш         |                          |
| Кукувичина стена          | Κούκκος, Κουκουβίτσινα                  | 1352 m        | 1,5 km СИ от Косинец        |                          |
| Франговица, Куле          | Κουλέ, Φραγκόδιτσα                      | 1420 m        | 2 km СЗ от Дъмбени          |                          |
| Куле                      | Κουλέ                                   | 1320 m        | 2 km СЗ от Дъмбени          |                          |
|                           | Κοφτερό                                 | 1660 - 1560 m | 3 km ССИ от Дъмбени         |                          |
| Костенец                  | Κωστενέτσι                              | 1231 m        | 1,5 km ССЗ от Косинец       |                          |
| Костолата, Виняри, Орлово | Κωστώλα, Βούτσι, Όρλοβο                 | 1713 m        | 2 km ССИ от Дъмбени         |                          |
| Крумница                  | Μεγάλη Πλαγιά, Κρουμνίτσα               | 1200 m        | 3 km ЮЗ от Смърдеш          |                          |
| Маца                      | Μάτσα                                   | 1390 m        |                             |                          |
| Мечкина тумба             | Μεσκίνα                                 | 1652 m        | 3 km С от Дъмбени           |                          |
| Самовилцка Гръндка        | Μοναχικό, Σαμοβίτσα Γρέκα               | 1555 m        | 1 km ЮИ от Смърдеш          |                          |
| Брезница                  | Μπουκούρης, Μπρέσνιτσα и Μπρενίτσα      | 1533 m        | 2 km Ю от Брезница          |                          |
| Попова нива               | Παππαδοχώραφα, Πόποβα Νίβα              | 1540 m        | 5 km С от Дъмбени           |                          |
| Караули                   | Παρατηρητήριο, Καραούλι                 | 1591 m        | 4 km С от Дъмбени           |                          |
| Вълканова чезма           | Πετροβούνι                              | 1580 m        | 2,5 km ИЮИ от Смърдеш       |                          |
| Смърдеш, Плешовец         | Πλεζοβίτς, Ορόσημο Σμαρδέσι, Πλασόβιτσε | 1343 m        | 3 km ЮЗ от Смърдеш          | , гранична пирамида № 30 |
| Полени                    | Πολένι                                  | 1621 m        | 4 km Ю от Брезница          |                          |
|                           | Πυχτό                                   | 1500 m        | 4 km ССИ от Дъмбени         |                          |
| Пирамида                  | Πυραμίς                                 | 1776 m        |                             |                          |
| Смърдеш                   | Σμαρδέσι                                | 1209 m        |                             |                          |
| Чучура                    | Τσούτσουρα, Τσούσερα                    | 1271 m        | 2 km ЮЗ от Габреш           |                          |
| Ръмбатина                 | Ύψωμα Γρέσκου, Ραμπατίνα                | 1681 m        | 3,5 km ЮИ от Смърдеш        |                          |
| Мали Мади                 | Ύψωμα Παπαθανασίου, Μάλι Μάδι           | 1659 m        | 4 km СЗ от Дъмбени          |                          |
| Бойко                     | Φύλακες, Μπόϊκο                         | 1140 m        | 2 km ЮИ от Брезница         |                          |
| Янева глава               | Γιάννη Κεφάλι                           | 980 m         | 2 km Ю от Дъмбени           |                          |
| Еврейска глава            | Εβραίου Κεφάλι, Κεφάλα Εβραίου          | 853 m         | 2 km З от Сливени, паметник |                          |
| Горо                      | Ένδοξο, Γκόρο                           | 974 m         |                             |                          |
| Широко ръжица             | Καλόγηρος, Συροκοραζίσα                 | 955 m         | 3 km СЗ от Сливени          |                          |
| Света Неделя              | Καστράκι, Σφέτα Νεδέλα                  | 869 m         | 1 km С от Света Неделя      |                          |
| Колица                    | Κόλιτσα                                 | 860 m         | 4 km С от Света Неделя      |                          |
| Арбанашка                 | Κουτούδι, Αρμπόνισκα, Αρμπενίσκα        | 982 m         | 3 km С от Сливени           |                          |
|                           | Πλατύδρομος                             | 957 m         | 4 km ССИ от Св. Неделя      |                          |
| Лавденич                  | Λατομεία, Λάβδενιτς                     | 955 m         |                             |                          |
| Палик                     |                                         | 1163 m        | 1 km И от Капещица          |                          |
| Карчишка                  | Καρτσίσκα, Ρίζωμα                       | 961           | СЗ от Кърчища               |                          |

### Климат
Климатичните особености на Дъмбенската планина съвпадат с тези на съседния масив Корбец. Повече данни са дадени в секция Климат в статията за Корбец.

### Водни ресурси
Дъмбенската планина е безводна планина в чиито билни части липсват реки с постоянен отток. Причина за това е геоложкия строеж и преобладаващия карстов характер на планината. Планинското било се отводнява от множество къси пресъхващи потоци, по-съществените от които са: Осово при Габреш, Сушица, десен приток на Рулската река – извира южно от Дъмбени; Бела падина (Ксиропотамос), ляв приток на Четирската река – извира от местността Дервено югоизточно от Косинец; Костенечката река, ляв приток на Четирска река, по нея между гранични пирамиди №№ 34 и 36 върви държавната граница между Албания и Гърция – подхранва се от изворите в местността Главата под Лабаница, а началните ѝ притоци идат от високите части на планината над Косинец; Лесница, ляв приток на Четирската река – отводнява южните скатове на хребета Флацата. В Албания са разположени малките потоци Дрени, ляв приток на Прой-тел и Извор до село Тръстеник – десен приток на Костенечката река.
На 1 km северозападно от връх Костолата на 1600 m надморска височина е разположено единственото в планината малко езеро Локвата (на гръцки: Λίμνη Οκτάρα или Οχτάρα, Осмицата).

## Селища
В границите на Дъмбенската планина са разположени 9 села. От тях три са в Албания – Капещица (Kapshticë), Тръстеник (Tresteniku) и Курила (Kurilë).
В пределите на Гърция са селата Смърдеш (Кристалопиги), Брезница (Ватохори), Габреш (Гаврос), Дъмбени (Дендрохори), Косинец (Йеропиги), Света Неделя (Аг. Кириаки) и заличеното село Лабаница (Аг. Димитриос).
Пет исторически села по южните планински склонове - Колища, Селско (или Горяни), Свети Иван (Свети Йоан), Свети Илия и Умени са изоставени от жителите си в размирните времена на XIX в., за да основат днешното Косинец.
По времето на Османската империя Дъмбенската планина е била заселена предимно с българи. Броят на жителите на селата и етническия им състав според статистиката на Васил Кънчов („Македония. Етнография и статистика“) или други източници към 1905 г. е:
| име село | българи, хр. | арнаути, хр. | арнаути, мох. | всичко |
| -------- | ------------ | ------------ | ------------- | ------ |
| Смърдеш  | 1780         |              |               | 1780   |
| Брезница | 620          |              |               | 620    |
| Капещица |              | 150          | 400           | 550    |

След войните за независимост в началото на XX век селищата търпят значителни промени както в броя на жителите си, така и в етническия си състав. Някои села се смаляват значително, а други са запуснати заради масова имиграция в България, САЩ, Канада, Австралия и други държави. По-късно в част от тях гръцката управа заселва влашки и гръцки семейства, докато селищата в Деволията запазват своя смесен българо-албански или изцяло албански характер.